# Criodion angustatum
Criodion angustatum är en skalbaggsart som beskrevs av Jean Baptiste Lucien Buquet 1852. Criodion angustatum ingår i släktet Criodion och familjen långhorningar.
Artens utbredningsområde är Paraguay. Inga underarter finns listade i Catalogue of Life.